# Spuk unterm Riesenrad (2024)
Spuk unterm Riesenrad ist ein deutscher Fantasy-Film aus dem Jahr 2024. Die Regie führte Thomas Stuber. Es handelt sich dabei um eine gleichnamige Neuverfilmung von Spuk unterm Riesenrad aus dem Jahr 1979.

## Handlung
Die Jugendliche Tammi fährt mit ihrer Mutter Simone kurzfristig nicht nach Formentera, sondern zur Beerdigung ihres Großvaters, wo sie auf ihre Tante Britta und deren Kinder Umbo und Keks trifft. Der verstorbene Großvater Jackel, den Tammi aufgrund anhaltender Familienstreitigkeiten eigentlich kaum kennengelernt hatte, war jahrzehntelang ein beliebter Schausteller, betrieb den Rummelplatz „Jackels Rummel“. Er wollte sich eigentlich anlässlich seines 40-jährigen Rummeljubiläums mit seinen Töchtern versöhnen und die Nachfolge für sein Vermächtnis klären. Simone und Britta, die ebenfalls miteinander einen Konflikt haben, müssen nun entscheiden, was mit dem Nachlass ihres Vaters passieren soll, da vor allem Simone für einen ihrer Meinung nach längst heruntergekommenen Rummelplatz nur wenig übrig hat.
In der ersten Nacht kommt es zu einem heftigen Gewitter und Sturm, wodurch ein Blitz in einen Strommast einschlägt. Tammi, auf der Suche nach Handyempfang, beobachtet, wie ein durchtrenntes Kabel zum Leben erwacht, und flieht vor diesem in die Geisterbahn. Das Kabel folgt ihr, bleibt aber vor drei gruseligen Märchenfiguren, einer Hexe, einem Riesen und dem Rumpelstilzchen, stehen und erweckt diese zum Leben. Weil sie Tammi als erstes begegnet sind, halten sie sich an sie als ihre „Mutter“ und wollen ihr durch ihre magischen Spuke gefallen. Tammi ist zunächst damit überfordert und kann auch Cousin und Cousine nicht überzeugen, dass es seit Neuestem auf dem Rummel spukt, bis die Geister auf der Beerdigung von Jackel für Unruhe stiften.
Tammi nutzt die Geister, um ihren Social-Media-Account zu pushen. Die Familien entscheiden, anlässlich des Jubiläums für den Großvater, den Rummelplatz für einen möglichen Investor herauszuputzen. Als dies durch Spuke der Geister schiefgeht, reisen Tammi und ihre Mutter ab. Die Geister sind beleidigt und ziehen in die nächste Stadt und verbreiten dort Chaos. Sie bemerken, dass Kälte ihre Körperteile in Holzteile zurückverwandelt. Mithilfe von dem Piano des Bestatters Jürgen locken die Familien die Geister an und die drei versöhnen sich mit Tammi. Die Kinder hatten mittlerweile den Plan gefasst, die Geister als Attraktion für den Rummel einzusetzen. Als sie diese vor der Polizei ausgerechnet im Kühlraum des Bestattungsinstituts verstecken, werden die Geister jedoch gänzlich in Puppen zurückverwandelt. Die Familie ist durch die Erlebnisse wieder zusammengewachsen und Tammi gibt sogar ihr Handy auf, um die Puppen behalten zu dürfen.
Die Schwestern finden zwar über einen Makler einen Käufer für das Rummelgrundstück, aber bei einem erneuten Sturm schaffen es die Kinder, die Puppen erneut zum Leben zu erwecken. Die Familien führen den Rummel nun doch gemeinsam weiter. Am Ende stellt sich heraus, dass das Pony PunktePony, das im Verkauf der Geschichte ein paar wichtige Strippen gezogen hatte, ebenfalls vorübergehend vom Kabel verwandelt worden war und dass der Geist von Jackel in ihm wohnte.

## Hintergründe
Die Dreharbeiten zum Film fanden im Sommer und Herbst 2022 in Bernburg (Saale) und Umgebung sowie in Schkeuditz statt.
Der Film entstand als Co-Produktion der Sender KiKA, MDR und ZDF.
Bei den Dreharbeiten zur Neuverfilmung war keiner der Darsteller aus der Originalverfilmung beteiligt, von der die Neuverfilmung in weiten Teilen stark abweicht. Die hervorstechendste Gemeinsamkeit sind die Namen der drei Kinder und die drei Märchenfiguren. Streng genommen wird jedoch nie erwähnt, dass es sich bei dem von David Bennent verkörperten Charakter um Rumpelstilzchen handelt: Weder wird sein Name genannt, noch geht er, anders als in der Original-Serie, einer für seine Figur charakteristischen Tätigkeit wie dem Spinnen von Stroh zu Gold nach.

## Premiere
Der deutschlandweite Kinostart des Films erfolgte am 22. Februar 2024. Die Erstausstrahlung im Free-TV erfolgte am 1. November 2024 im KiKA.

## Rezeption
- Moviebreak schrieb: „Die Wiedererweckung des DDR-Klassikers aus den 1970er-Jahren sei eine wenig reizvolle Riesenradfahrt, die am ehesten ein junges Zielpublikum in den Gondeln halten kann.“[7]
- Filmdienst schrieb: „Der Film beinhaltet vor allem eine Menge Spaß für Kids und auch einen Hauch von Nostalgie für die Erwachsenen.“[8]
- TV Spielfilm schrieb: „Die überdrehte Inszenierung erinnere eher an ein schlechtes Theater für Kinder.“[9]